# Mosca grisa de la carn
La mosca de la carn, mosca saballonera, mosca vironera o vironera (Sarcophaga carnaria) o mosca grisa de la carn és una espècie de dípter braquícer de la família Sarcophagidae. Etimològicament Sarcophaga deriva del grec Sarco=carn i phago=menjar.
En medicina legal, pel fet que Sarcophaga carnaria és un insecte necròfag, es fa servir per estimar la data de la mort d'un cadàver, per determinar l'espècie exacta de mosca cal examinar la genitàlia masculina.
En els climes temperats aquesta gran mosca penetra dins les cases per pondre ous sobre la carn. En la natura pon els ous sobre els animals morts dels quals les seves larves s'alimenten o sobre els excrements dels animals. Hi ponen de 100 a 150 ous cada vegada.

## Morfologia
Dípter amb el cap negre amb una brillantor argentada i els ulls vermells marronosos. El front és gran, amb una banda frontal negra. Les antenes són negres amb un color bru rogenc sobre els artells. El tòrax és negre amb cinc bandes longitudinals negres i llargues. Les ales són transparents. L'abdomen és negre amb dibuixos en damer. Les potes tenen uns ganxos i pot caminar per sobre de qualsevol superfície. El cos fa de 6 a 20 mm de llarg.

## Taxonomia
Recentment, en verificar la descripció de Linnaeus sobre la seva Musca carnaria, A. Z. Lehrer ha establert, d'acord amb el Codi Internacional de Nomenclatura Zoològica, que aquesta espècie és un nomen nudum i que Sarcophaga carnaria Böttcher, 1912 és el tipus porta-nom del gènere Sarcophaga, el gènere tipus de la família Sarcophagidae.